# Comuna Mircea Vodă, Constanța
Mircea Vodă este o comună în județul Constanța, Dobrogea, România, formată din satele Gherghina, Mircea Vodă (reședința), Satu Nou și Țibrinu.

## Stema
Stema comunei Mircea Vodă se compune dintr-un scut triunghiular, cu marginile rotunjite, tăiat. În partea superioară, în câmp roșu, se află un mănunchi de patru spice de grâu, flancat de câte un ciorchine de strugure, toate de aur. În vârful scutului, în câmp albastru, se află Monumentul Eroilor "Mircea cel Bătrân", de argint. Scutul este trimbrat de o coroană murală de argint cu un turn crenelat.
Semnificațiile elementelor însumate:
- Monumentul Eroilor "Mircea cel Bătrân" a fost ridicat în cinstea soldaților căzuți pe câmpul de luptă în Primul Război Mondial.
- Ciorchinii de struguri și spicele de grâu semnifică ocupațiile de bază ale locuitorilor, agricultura și viticultură, iar numărul de spice reprezintă numărul de sate componente ale comunei.

## Demografie
Componența etnică a comunei Mircea Vodă
     Români (90,46%)
     Romi (1,75%)
     Alte etnii (0,18%)
     Necunoscută (7,6%)
Componența confesională a comunei Mircea Vodă
     Ortodocși (86,04%)
     Penticostali (4,75%)
     Alte religii (1,47%)
     Necunoscută (7,74%)
Conform recensământului efectuat în 2021, populația comunei Mircea Vodă se ridică la 4.907 locuitori, în creștere față de recensământul anterior din 2011, când fuseseră înregistrați 4.886 de locuitori. Majoritatea locuitorilor sunt români (90,46%), cu o minoritate de romi (1,75%), iar pentru 7,6% nu se cunoaște apartenența etnică. Din punct de vedere confesional, majoritatea locuitorilor sunt ortodocși (86,04%), cu o minoritate de penticostali (4,75%), iar pentru 7,74% nu se cunoaște apartenența confesională.

## Politică și administrație
Comuna Mircea Vodă este administrată de un primar și un consiliu local compus din 15 consilieri. Primarul, George Ionașcu[*], de la Partidul Social Democrat, este în funcție din 2016. Începând cu alegerile locale din 2024, consiliul local are următoarea componență pe partide politice:
|  | Partid                          | Consilieri | Componența Consiliului | Componența Consiliului | Componența Consiliului | Componența Consiliului | Componența Consiliului | Componența Consiliului | Componența Consiliului | Componența Consiliului | Componența Consiliului |
|  | ------------------------------- | ---------- | ---------------------- | ---------------------- | ---------------------- | ---------------------- | ---------------------- | ---------------------- | ---------------------- | ---------------------- | ---------------------- |
|  | Partidul Social Democrat        | 9          |                        |                        |                        |                        |                        |                        |                        |                        |                        |
|  | Partidul Național Liberal       | 4          |                        |                        |                        |                        |                        |                        |                        |                        |                        |
|  | Alianța pentru Unirea Românilor | 2          |                        |                        |                        |                        |                        |                        |                        |                        |                        |